# Rohdella
Rohdella är ett släkte av plattmaskar. Rohdella ingår i familjen Aspidogastridae.
Kladogram enligt Catalogue of Life:
| Rohdella | \| \| Rohdella anodontiase \| \| \| \| \| \| Rohdella siamensis \| \| \| \| |
|          | \| \| Rohdella anodontiase \| \| \| \| \| \| Rohdella siamensis \| \| \| \| |
|          | Aspidogaster                                                                |
|          |                                                                             |
|          | Cotylaspis                                                                  |
|          |                                                                             |
|          | Cotylogaster                                                                |
|          |                                                                             |
|          | Cotylogasteroides                                                           |
|          |                                                                             |
|          | Laterocotyle                                                                |
|          |                                                                             |
|          | Lissemysia                                                                  |
|          |                                                                             |
|          | Lobatostoma                                                                 |
|          |                                                                             |
|          | Lophotaspis                                                                 |
|          |                                                                             |
|          | Macraspis                                                                   |
|          |                                                                             |
|          | Multicotyle                                                                 |
|          |                                                                             |
|          | Neosychnocotyle                                                             |
|          |                                                                             |
|          | Pseudoaspidogaster                                                          |
|          |                                                                             |
|          | Sychnocotyle                                                                |
|          |                                                                             |
|          | Texanocotyle                                                                |
|          |                                                                             |
|          | Rohdella anodontiase                                                        |
|          |                                                                             |
|          | Rohdella siamensis                                                          |
|          |                                                                             |

|  | Rohdella anodontiase |
|  |                      |
|  | Rohdella siamensis   |
|  |                      |